# No Sanctuary (EP)
No Sanctuary es un EP de la banda británica de crust punk Amebix. Fue lanzado el 25 de noviembre de 1983 por Spiderleg Records.
El EP fue relanzado como parte de la recopilación No Sanctuary: The Spiderleg Recordings en 2008 por la discográfica Alternative Tentacles.
La portada es una fotografía de Dmitri Baltermants llamada "Dolor". Retrata la matanza judía por parte de los nazis en la ciudad de Kerch, Crimea en 1942.

## Lista de canciones
Edición original lanzada en 1983.

| N.º | Título                          | Duración |  |
| 1.  | «Battery Humans»                | 4:05     |  |
| 2.  | «Control»                       | 4:02     |  |
| 3.  | «Progress?»                     | 3:35     |  |
| 4.  | «Sanctuary»                     | 3:56     |  |
| 5.  | «The Church Is for Sinners»     | 3:16     |  |
| 6.  | «Sunshine Ward»                 | 5:48     |  |
| 7.  | «Moscow Madness» (instrumental) | 1:53     |  |

## Créditps
Amebix
- The Baron Rockin von Aphid (Rob Miller) — bajo, voz
- Stig Da Pig (Chris Miller) — guitarra
- Virus (Neil Worthington) — batería
- Norman — teclado